# 新坡青年站
新坡青年站（韓語：신파청년역）是朝鮮民主主義人民共和國两江道金正淑郡金正淑邑的一個鐵路車站，属于北部内陆线。

## 历史
- 1987年11月27日，落成使用。

## 邻近车站
北部内陆线
江下站 - 新坡青年站 - 珉汤站